# Lecudina lisidicae
Lecudina lisidicae is een soort in de taxonomische indeling van de Myzozoa, een stam van microscopische parasitaire dieren. Het organisme komt uit het geslacht Lecudina en behoort tot de familie Lecudinidae. Lecudina lisidicae werd in 1938 ontdekt door Bhatia & Setna.